# Goudrugspecht
De goudrugspecht (Campethera maculosa) is een vogel uit het geslacht Campethera van de familie spechten (Picidae).

## Verspreiding en leefgebied
Deze soort komt voor in westelijk en centraal Afrika en telt twee ondersoorten:
- C. m. maculosa: van Senegal en Guinee-Bissau tot Ghana.
- C. m. permista: van oostelijk Ghana tot zuidwestelijk Zuid-Soedan, noordelijk Angola, centraal Congo en zuidwestelijk Oeganda.